# Rhinoclemmys
Rhinoclemmys es un género de tortugas de la familia Geoemydidae, propio de la región Neotropical.

## Especies
- Rhinoclemmys annulata (Gray 1860)[1] - tortuga de tierra parda.
- Rhinoclemmys areolata (A.M.C. Duméril & Bibron in A.M.C. Duméril & A.H.A. Duméril, 1851) - tortuga mojina o tortuga llorona[1]
- Rhinoclemmys diademata (Mertens 1954) - tortuga de bosque de Maracaibo.[1]
- Rhinoclemmys funerea (Cope 1876) - tortuga negra.[1]
- Rhinoclemmys melanosterna (Gray 1861) - tortuga de bosque colombiana.[1]
- Rhinoclemmys nasuta (Boulenger 1902) - tortuga de bosque de nariz larga.[1]
- Rhinoclemmys pulcherrima (Gray 1856) - tortuga pintada de bosque o Tortuga Dragón[1]
  - Rhinoclemmys pulcherrima incisa - Tortuga Dragón de Chiapas
  - Rhinoclemmys pulcherrima pucherrima'- Tortuga Dragón o Tortuga Payaso
  - Rhinoclemmys pulcherrima rogerbaurbouri' -Tortuga Dragón del Oeste o de Sonora
  - Rhinoclemmys pulcherrima manni -Tortuga pintada de Centro América o Tortuga de la Madera.
- Rhinoclemmys punctularia (Daudin 1801) - tortuga de patas moteadas.[1]
- Rhinoclemmys rubida (Cope 1870) - tortuga moteada mexicana o tortuga payaso de monte.[1]
  - Rhinoclemmys rubida rubida' - tortuga payaso de Oaxaca
  - Rhinoclemmys rubida perixntha -Tortuga payaso de Colima
- †Rhinoclemmys panamaensis Cadena et al. 2012[2] - Hemingfordiense (Mioceno)- Formación Cucaracha, Panamá

Nota bene: Una autoridad binomial en paréntesis indica que la especie fue descrita originalmente en un género distinto a Rhinoclemmys.